# Atlaski cedar
Atlaski cedar ili atlantski cedar (Cedrus atlantica) pripada rodu Cedrus, koji se u sastavu porodice Pinaceae. Većina suvremenih izvora tretira atlaski cedar kao posebnu vrstu Cedrus atlantica, ali neki izvori smatraju da je podvrsta libanonskog cedra (Cedrus libani). U okviru roda nalaze se još dvije do tri vrste zimzelenog drveća, čiji areal je ograničen na područje južnog i istočnog Mediterana i na zapadne Himalaje.

## Opis
Vrsta u dostiže visinu i do 40 m i promjer stabla do 2 m. Grananje nije u kralješcima, a kruna je široka i nepravilna s uspravnim ili povijenim vrhom. Kora poslije 20-30 godine puca dosta duboko. Iglice su plavkasto zelene, do srebrno plave boje dugačke oko 25 mm. Cvjetovi su jednodomni ali se oba spola nalaze na istoj biljci. Na gornjim granama rastu ženski cvjetovi u obliku uspravnih ljubičastih češera. Češeri trebaju dvije godine da sazru. Muški uspravni čunjevi peluda praše u kolovozu i rujnu mjesecu a nalaze se raspoređeni na donjim granama biljke.

## Rasprostranjenost
Atlaski cedar izvorno raste u sjeverozapadnoj Africi, na planinama Atlas i Rif (Alžir i Maroko ). Sačinjava planinske šume od 1,370 do 2,200 m nadmorske visine, često čiste ili s alžirskom jelom (Abies numidica), crvenim klekom (Juniperus oxycedrus), česminom (Quercus ilex) i talijanski javorom (Acer opalus).

## Primjena
Ovaj cedar se često sreće u parkovima, a uzgaja se i u manjim skupinama u gradskim sredinama, zbog svoje dekorativnosti i izdržljivosti prema gradskim uvjetima sredine. Zbog ovih osobina i lakog razmnožavanja vrlo kvalitetnim sjemenom lokalne provenijencije treba ga mnogo više primjenjivati. Drvo atlaskog cedra je ugodnog mirisa i dobre kvalitete, cijenjeno je u graditeljstvu, rezbarstvu itd.

## Razmnožavanje
Ova vrsta se razmnožava sjemenom, i to sjetvom odmah poslije zrenja u jesen, ili u ožujku nakon stratifikacije. Unutarvrsni taksoni razmnožavaju se kalemljenjem - bočnim spajanjem ili kalemljenjem u bočni zarez na podloge u posudi stare tri godine.